# Samuel Welten
Samuel Welten (Utrecht, 5 juli 2006) is een Nederlands zanger. Hij werd op twaalfjarige leeftijd bekend door zijn deelname aan The Voice Kids in 2019, waar alle coaches voor hem draaiden tijdens de blind auditions. In 2025 brak hij door met zijn debuutsingle Echte liefde is te koop, die viraal ging op TikTok en de eerste plek behaalde in de Nederlandse Single Top 100.

## Biografie
Welten groeide op in Utrecht en begon op jonge leeftijd met zingen. Op twaalfjarige leeftijd nam hij deel aan het achtste seizoen van het RTL 4-televisieprogramma The Voice Kids in 2019, waar hij tijdens de blind auditions indruk maakte op de coaches. Hoewel hij niet verder kwam dan de battles, betekende zijn deelname een eerste stap in zijn muzikale carrière.
In maart 2025 bracht Welten zijn debuutsingle Echte liefde is te koop uit, die weken daarvoor viraal ging op het platform TikTok. Het nummer werd populair onder gebruikers en belandde, na het uitbrengen van het nummer op 21 maart 2025, met bijna 350.000 streams direct op de eerste plaats op Spotify in de Nederlandse lijst. Een week later behaalde het nummer diverse hitlijsten; zo kwam het op 29 maart 2025 binnen op de eerste plek in de Nederlandse Single Top 100 en op de negentiende plek in de Nederlandse Top 40. In de Sterren NL Top 25 bereikt het nummer op 4 april 2025 de nummer 1-positie. Ook werd het nummer de eerste "Hitflits" op de op 1 april 2025 gelanceerde revival van Radio Noordzee. De single wordt gezien als zijn doorbraak in de Nederlandse muziekscene. De single behaalde eind april 2025 de gouden status, dit zorgde voor de eerste gouden plaat voor Welten. Op 20 juni 2025 bracht Welten zijn tweede nummer Alles kan kapot uit.

## Discografie

### Nummers met noteringen in een hitlijst
| Lied                    | Verschijnen   | Album | Hitlijsten | Hitlijsten | Hitlijsten  | Hitlijsten  | Hitlijsten   | Hitlijsten   | Opmerkingen                    |
| Lied                    | Verschijnen   | Album | BE (VL)    | BE (VL)    | NL (Top 40) | NL (Top 40) | NL (Top 100) | NL (Top 100) | Opmerkingen                    |
| Lied                    | Verschijnen   | Album | Piek       | Weken      | Piek        | Weken       | Piek         | Weken        | Opmerkingen                    |
| ----------------------- | ------------- | ----- | ---------- | ---------- | ----------- | ----------- | ------------ | ------------ | ------------------------------ |
| Echte liefde is te koop | 21 maart 2025 | —     | 8          | 14         | 2           | 21*         | 1 (3 wk)     | 21*          | Goud in Nederland/ Alarmschijf |
| Alles kan kapot         | 20 juni 2025  | —     | —          | —          | 17          | 8*          | 6            | 8*           |                                |